# تيميكولا (كاليفورنيا)
تيميكولا (بالإنجليزية: Temecula)‏ هي إحدى مدن مقاطعة ريفيرسيدي، كاليفورنيا. تم إعطاءها لقب مدينة في 1 ديسمبر، 1989.

## المناخ
يظهر الجدول التالي التغييرات المناخية على مدار السنة لتيميكولا:
| البيانات المناخية لـتيميكولا      | البيانات المناخية لـتيميكولا | البيانات المناخية لـتيميكولا | البيانات المناخية لـتيميكولا | البيانات المناخية لـتيميكولا | البيانات المناخية لـتيميكولا | البيانات المناخية لـتيميكولا | البيانات المناخية لـتيميكولا | البيانات المناخية لـتيميكولا | البيانات المناخية لـتيميكولا | البيانات المناخية لـتيميكولا | البيانات المناخية لـتيميكولا | البيانات المناخية لـتيميكولا | البيانات المناخية لـتيميكولا |
| الشهر                             | يناير                        | فبراير                       | مارس                         | أبريل                        | مايو                         | يونيو                        | يوليو                        | أغسطس                        | سبتمبر                       | أكتوبر                       | نوفمبر                       | ديسمبر                       | المعدل السنوي                |
| --------------------------------- | ---------------------------- | ---------------------------- | ---------------------------- | ---------------------------- | ---------------------------- | ---------------------------- | ---------------------------- | ---------------------------- | ---------------------------- | ---------------------------- | ---------------------------- | ---------------------------- | ---------------------------- |
| الدرجة القصوى °ف (°م)             | 90 (32)                      | 90 (32)                      | 98 (37)                      | 102 (39)                     | 111 (44)                     | 110 (43)                     | 114 (46)                     | 115 (46)                     | 113 (45)                     | 110 (43)                     | 96 (36)                      | 89 (32)                      | 115 (46)                     |
| متوسط درجة الحرارة الكبرى °ف (°م) | 69 (21)                      | 68 (20)                      | 72 (22)                      | 73 (23)                      | 78 (26)                      | 83 (28)                      | 90 (32)                      | 91 (33)                      | 90 (32)                      | 82 (28)                      | 75 (24)                      | 68 (20)                      | 78 (26)                      |
| متوسط درجة الحرارة الصغرى °ف (°م) | 41 (5)                       | 42 (6)                       | 45 (7)                       | 48 (9)                       | 53 (12)                      | 57 (14)                      | 62 (17)                      | 62 (17)                      | 59 (15)                      | 53 (12)                      | 45 (7)                       | 40 (4)                       | 50 (10)                      |
| أدنى درجة حرارة °ف (°م)           | 14 (−10)                     | 21 (−6)                      | 25 (−4)                      | 29 (−2)                      | 34 (1)                       | 32 (0)                       | 31 (−1)                      | 45 (7)                       | 40 (4)                       | 30 (−1)                      | 21 (−6)                      | 18 (−8)                      | 14 (−10)                     |
| الهطول إنش (مم)                   | 2.50 (64)                    | 3.00 (76)                    | 1.13 (29)                    | .90 (23)                     | .25 (6.4)                    | .03 (0.76)                   | .08 (2.0)                    | .09 (2.3)                    | .13 (3.3)                    | .94 (24)                     | 1.33 (34)                    | 2.67 (68)                    | 13.05 (331)                  |
| المصدر #1: weathercurrents.com    |                              |                              |                              |                              |                              |                              |                              |                              |                              |                              |                              |                              |                              |
| المصدر #2: weather.com            |                              |                              |                              |                              |                              |                              |                              |                              |                              |                              |                              |                              |                              |

## أعلام
- كاسيدي ولف
- مايلز وايلدر
- شاين بيترسون
- دا تشن
- هوارد سكوت غينتري